# Ameno
Ameno (piemontiul: Amén) település Olaszországban, Piemont régióban, Novara megyében. Lakosainak száma 852 fő (2023. január 1.). Ameno Armeno, Colazza, Invorio, Miasino, Orta San Giulio és Bolzano Novarese községekkel határos.

## Népesség
A település népességének változása:
| Lakosok száma | 943  | 934  | 852  |
|               | 2017 | 2018 | 2023 |